# Chiloglanis voltae
Chiloglanis voltae är en fiskart som beskrevs av Jacques Daget och Stauch, 1963. Chiloglanis voltae ingår i släktet Chiloglanis och familjen Mochokidae. IUCN kategoriserar arten globalt som livskraftig. Inga underarter finns listade i Catalogue of Life.